# Rozalia z Palermo

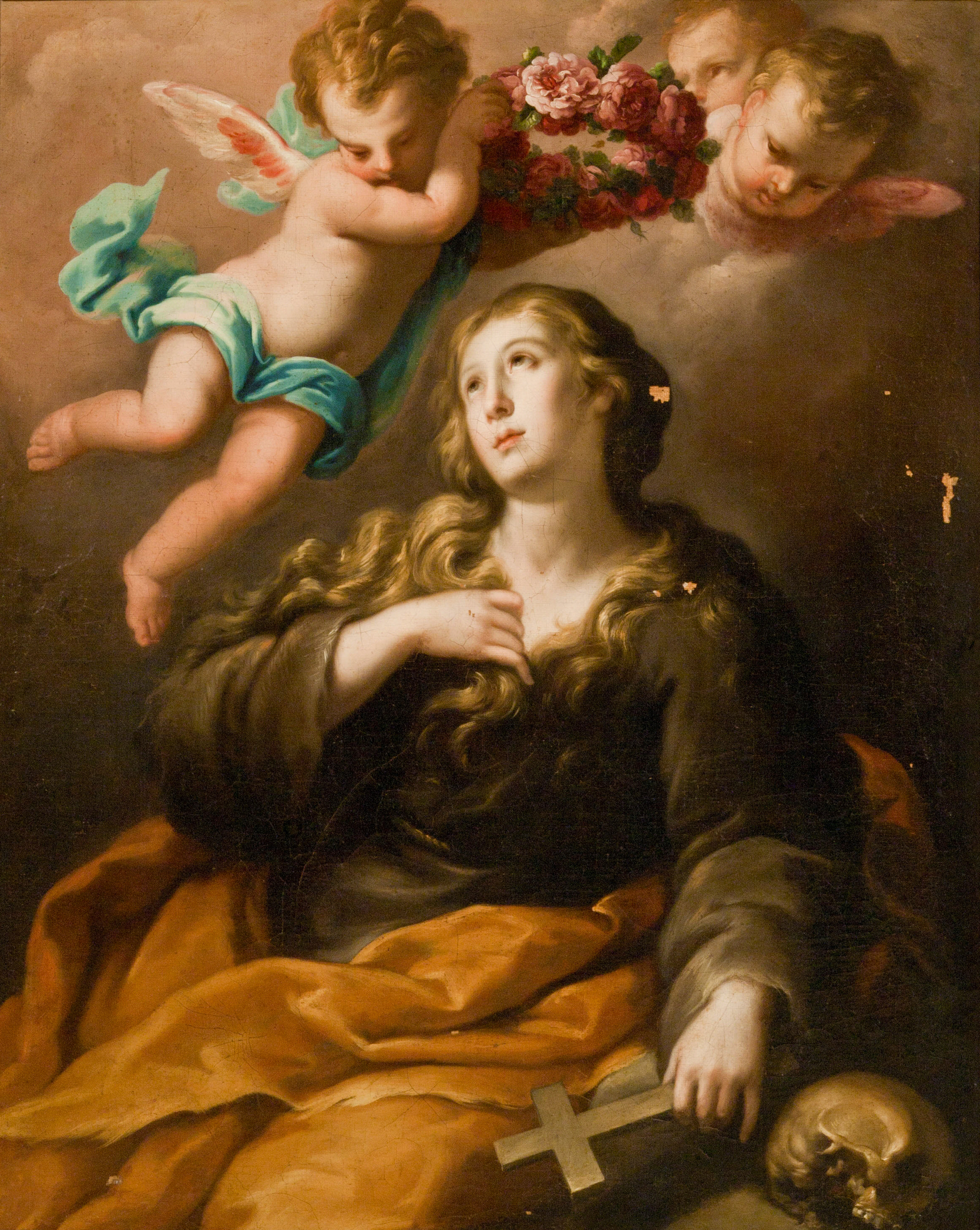
Tradycyjne przedstawienie świętej Rozalii

Rozalia z Palermo, wł. Rosalia di Palermo, również Rozalia Sycylijska (ur. ok. 1130 na Sycylii, zm. 1165 lub 1170 na górze Monte Pellegrino) – włoska pustelnica, dziewica i święta Kościoła katolickiego.

## Życiorys

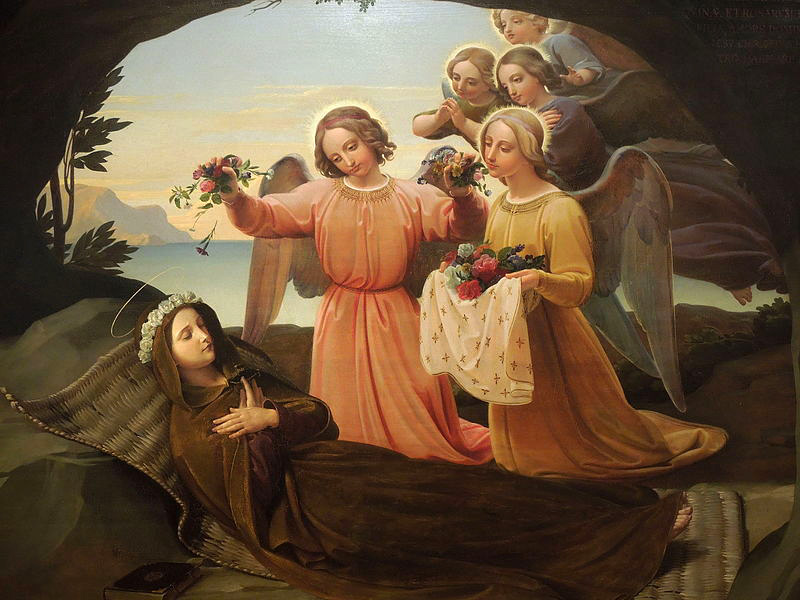
Śmierć świętej Rozalii na obrazie Františka Tkadlíka

Rozalia była córką księcia Sinibalda, służącego królowi Normanów Rogerowi II. Kiedy próbowano wydać ją za mąż, uciekła do groty na pobliskiej górze i zaczęła wieść tam życie pustelnicy. Na ścianie groty wyryła napis:  „Ja, Rozalia, córka Sinibalda, postanowiłam żyć w tej grocie dla miłości mego Pana, Jezusa Chrystusa”. Po pewnym czasie przeniosła się w okolice Monte Pellegrino koło Palermo.

## Kult

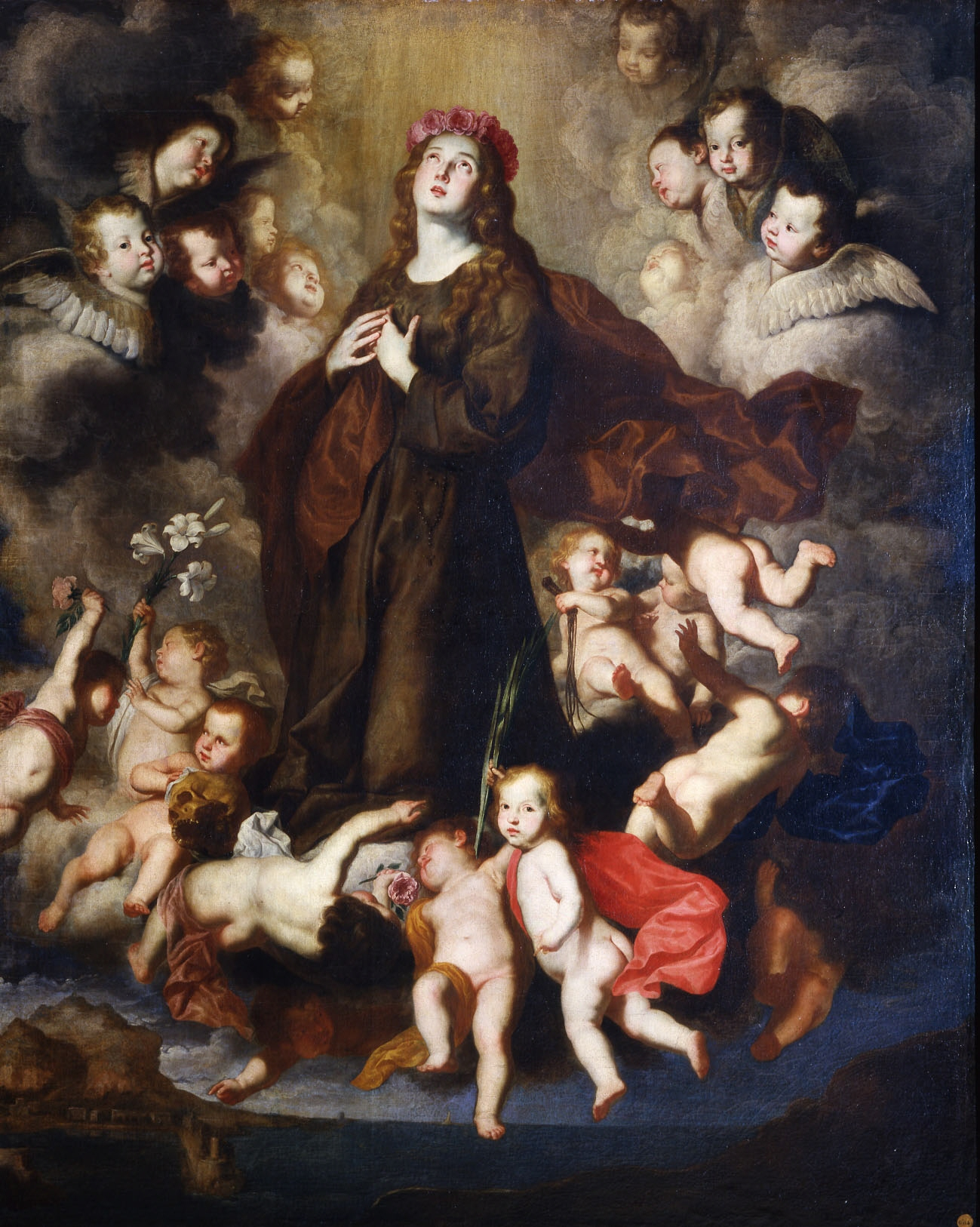
Święta Rozalia w chwale Nieba, Pietro Novelli

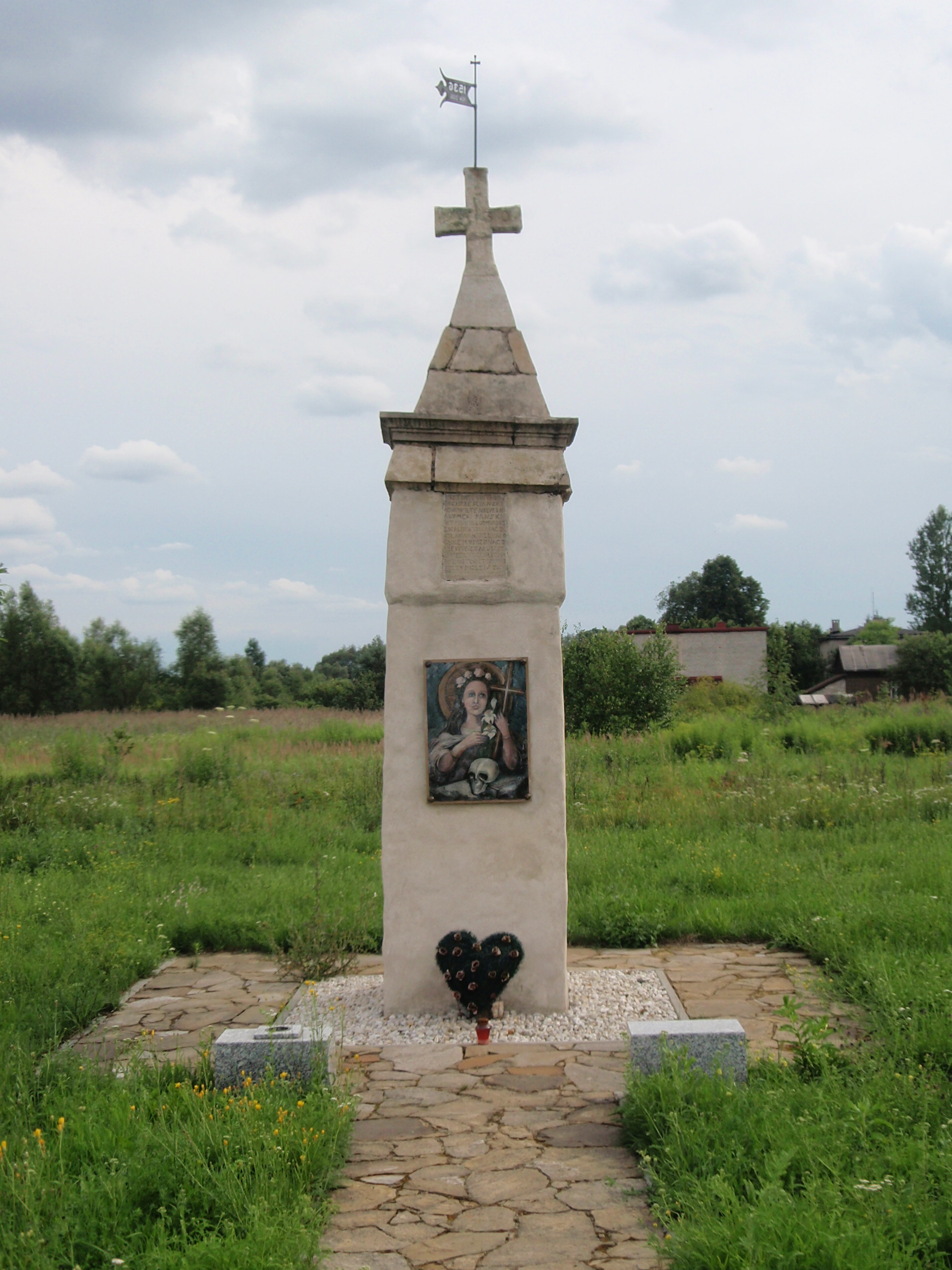
Kult św. Rozalii w Polsce - kapliczka słupowa w Sławkowie, (woj. śląskie), od 1630 pod wezwaniem św. Rozalii. Tablica wotywna wykonana w tym samym roku, po ustaniu klęski zarazy.

Od 1642 roku jest patronką Palermo. Zastąpiła m.in. św. Oliwę. Jest również orędowniczką chroniącą od zarazy. 
Jej wspomnienie liturgiczne obchodzone jest 4 września.
Atrybutami świętej są: czaszka, wieniec z róż i grota, w której mieszkała.

## Legenda

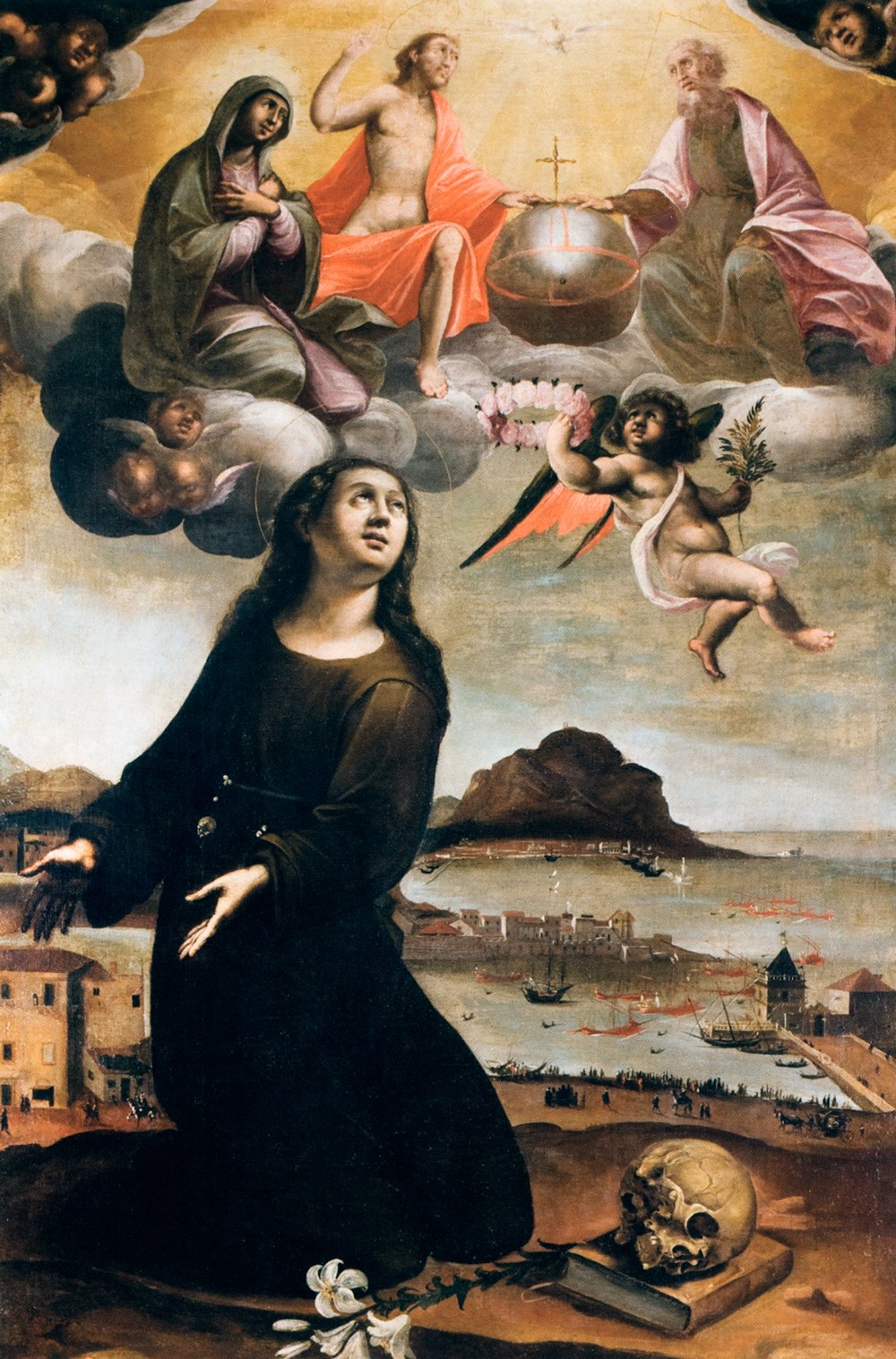
Święta Rozalia wstawiająca się za miastem Palermo w czasie epidemii (Vincenzo La Barbera - Muzeum Diecezjalne w Palermo)

W 1624 roku, podczas zarazy nękającej Palermo i okolicę, zdarzył się cud. Święta Rozalia ukazała się pewnej kobiecie i powiedziała, gdzie należy szukać jej relikwii. Kazała przenieść je do Palermo i przejść z nimi w uroczystej procesji przez miasto. W opisanej grocie znaleziono kości kobiety. Po wykonaniu polecenia Rozalii zaraza zakończyła się. Od tego momentu rozpoczął się kult Rozalii. Do Martyrologium Rzymskiego wpisał ją papież Urban VIII w 1630 roku.